# Malagueño (Córdova)
Malagueño é um município da província de Córdova, na Argentina.